# Bilasipara
Bilasipara là một thị xã và là nơi đặt ủy ban khu vực thị xã (town area committee) của quận Dhubri thuộc bang Assam, Ấn Độ.

## Địa lý
Bilasipara có vị trí 26°14′B 90°14′Đ / 26,23°B 90,23°Đ Nó có độ cao trung bình là 26 mét (85 foot).

## Nhân khẩu
Theo điều tra dân số năm 2001 của Ấn Độ, Bilasipara có dân số 31.090 người. Phái nam chiếm 51% tổng số dân và phái nữ chiếm 49%. Bilasipara có tỷ lệ 68% biết đọc biết viết, cao hơn tỷ lệ trung bình toàn quốc là 59,5%: tỷ lệ cho phái nam là 74%, và tỷ lệ cho phái nữ là 62%. Tại Bilasipara, 13% dân số nhỏ hơn 6 tuổi.